# Lezay
Lezay é uma comuna francesa na região administrativa da Nova Aquitânia, no departamento de Deux-Sèvres. Estende-se por uma área de 45,63 km². Em 2010 a comuna tinha 2 020 habitantes (densidade: 44,3 hab./km²).